# Alpo (Villafranca di Verona)
Alpo è una frazione del comune di Villafranca di Verona, in provincia di Verona.

## Geografia fisica
Alpo è a 10 chilometri a sud-ovest da Verona. È in posizione intermedia fra il suo capoluogo di provincia e Villafranca di Verona. È attraversato dall'autostrada A22 del Brennero. La stazione ferroviaria più vicina è a Dossobuono (che si trova sulla linea ferroviaria Verona - Mantova). Alpo si trova a circa 4 chilometri dall'aeroporto di Verona-Villafranca "Valerio Catullo".

## Storia
Il paese in principio si chiamava San Zuane in Campagna. Prese il nome di Alpo nel 1362, quando un Signore di nome Niccolò Dell'Alpo donò alla chiesetta di allora le sue terre (44 campi veronesi) a condizione che la borgata fosse chiamata con il suo nome. In quel tempo a Verona e nelle terre vicine comandavano gli Scaligeri.
Divenne feudo sotto la giurisdizione dei Dal Verme che fu poi smantellato in epoca veneta.
Nel 1405, con Verona, anche Alpo passò alla Repubblica di Venezia che dominò 400 anni. Al dominio di Venezia seguì quello di Napoleone, poi quello austriaco finché nel 1866, con la terza guerra d'indipendenza si unì al Regno d'Italia. 

## Monumenti e luoghi d'interesse

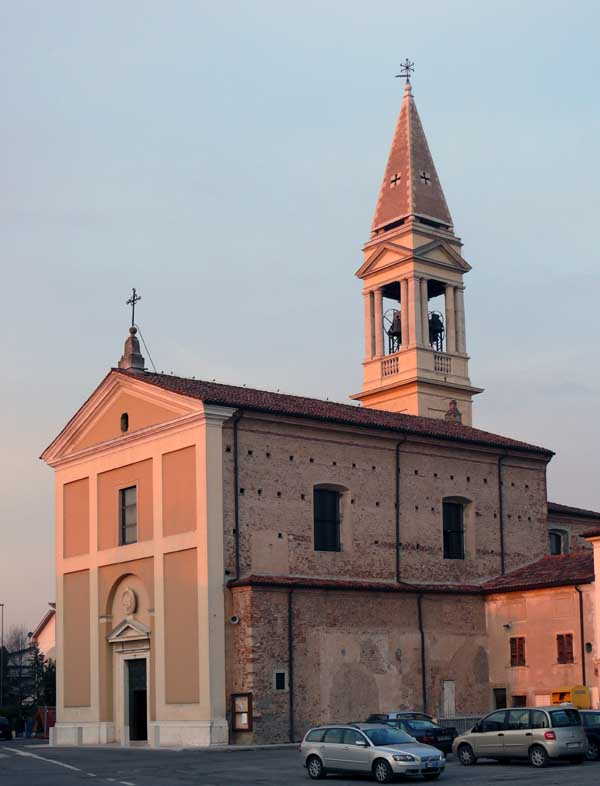
Chiesa Parrocchiale

La Chiesa di Alpo, dedicata a San Giovanni Battista è l'edificio più antico e importante di Alpo. La costruzione, in stile neoclassico, fu iniziata nel 1750 e terminata nel 1772. Fu consacrata nel 1774 dal vescovo veronese G. Battista Morosini. Sorge a fianco della chiesetta che esisteva prima, che fu costruita nel 1400 e che ora viene utilizzata come chiesetta invernale. A destra della chiesetta invernale c'è la canonica.
La chiesa è lunga 28 m, larga 15 m e alta circa 10 m; la porta principale è in rame e ferro battuto ed è stata realizzata da due artigiani della zona nel 1971.
In fianco alla chiesa si erge il campanile, costruito circa 100 anni più tardi; ha base quadrata (circa 4 m per lato) ed è alto 42 metri.
Nell'estate del 2006, la Croce posta in cima al Campanile viene colpita da un fulmine che la fa crollare a terra, danneggiando anche parte del Campanile stesso; seguono l'inizio dei lavori per il ripristino della Croce e la ristrutturazione del Campanile, terminati marzo 2009.
Nel 2024, in occasione del 250° anniversario della consacrazione, vengono eseguiti lavori di restauro e tinteggiatura interni e della facciata principale della Chiesa, e realizzato nuovo impianto di illuminazione.
Il 13 giugno 1848, durante la battaglia di Custoza, Carlo Alberto pernottò nel palazzo Magalini. A ricordo di questo fatto esiste ancora una targa, posta sul muro, verso la via che gli è stata dedicata. Oltre a Casa Magalini ci sono altre dimore storiche ad Alpo: casa Bortolani a Cadellora, casa Dal Santo ad Alpo Sud, casa Dal Bosco e corte Dall'Oca ad Alpo nord, Casa Nicolis al Comotto e casa Scaravonati al Chiodo.

## Eventi
Il 31 luglio è festa votiva a ricordo del voto fatto dai paesani alla Madonna che fece cessare il colera (1831).
Ogni anno vengono organizzate varie manifestazioni popolari:
- Sagra dell'Alpo, organizzata dal Comitato Sagra, nel terzo fine settimana di giugno, presso il piazzale della Chiesa e il Circolo Noi (negli ultimi anni viene svolta sull'area comunale fronte scuola primaria)
- Festa Country, organizzata dal Circolo Noi, nel secondo fine settimana di settembre, presso il piazzale e il prato del Circolo Noi.
- Festa dello sport, organizzata dalla Polisportiva Alpo, nel terzo fine settimana di maggio, presso gli impianti sportivi.
- Festa de la "Vecia", manifestazione enogastronomica in occasione del 6 gennaio, presso il piazzale e il prato del Circolo Noi.
- Festa del Salame, organizzata dall'Eletta Confraternita del Salame, il 1º maggio.
- Carnevale, sfitata di carri e gruppi maschere.

Ad Alpo è attivo un comitato Carnevalesco denominato I Signori dell'Alpo che realizza un carro allegorico ogni anno. Il gruppo partecipa alle numerosissime sfilate della Provincia di Verona.
La maschera dell'Alpo Muso da du Musi, è per la prima volta rappresentata al Carnevale di Verona degli anni trenta. Il muso da du Musi sta a rappresentare che non sempre ciò che si vede è quello che noi siamo, i due volti sono infatti l'esternazione del bello e del brutto, del buono e cattivo, legati agli stati individuali di gioia, dolore, piacere ed amore.
Carri allegorigi realizzati:
- 1999 Le Api! "

Anno di fondazione del gruppo e prima partecipazione alle sfilate con un carro ereditato dal "Palio delle Contrade" che si svolgeva in occasione della Sagra a giugno
- 2000 La Balena Di Pinocchio
- 2001 Gli Indiani
- 2002 Cristoforo Colombo (prima comparsa al Carnevale di Verona)
- 2003 La Storia Del Mondo
- 2004 I Pirati della Parmalat alla ricerca dei tesori perduti
- 2005 PETER PAN;
- 2006 STAR TREK, l'alternativa alla Zona Traffico Limitato;
- 2007 L'ERA GLACIALE (vincitore del premio Bogon D'oro);
- 2008 SHREK;
- 2009 KUNG FU PANDA (vincitore del premio Bogon D'oro);
- 2010 PINOCCHIO Zero in condotta!;
- 2011 THE SIMPSON Il nucleare in Italy (vincitore del premio Bogon D'oro);
- 2012 ADESSO BASTA!...ALTRIMENTI CI ARRABBIAMO!
- 2013 ITALIANI MESSI DA CANI
- 2014 STIAMO AFFONDANDO TUTTI SULLA STESSA BARCA
- 2015 80° DI BRACCIO DI FERRO - CERCASI PENISOLA FELICE

Ogni estate, durante tutto il mese di luglio ad Alpo si tiene il Gr.Est.
Ogni anno vi sono moltissime adesioni ed è un evento molto sentito.

## Società

### Istituzioni, enti e associazioni
- Associazione Nazionale Alpini sez. di Alpo, con sede in Via L. Bassani, 69.
- Fidas sez. Alpo, con sede in Via Principe Federico di Saluzzo, 49.
- Polisportiva Alpo con sede in Via E. Piazzola, 1.
- Circolo Noi, con sede presso il Circolo San Gaspare Bertoni, Via Carlo Alberto, 19
- Associazione Culturale Musicale "MUSIC ACADEMY", con sede in via Principe Federico di Saluzzo, 22

## Attività Sportiva
Ad Alpo è presente la Polisportiva Alpo che raggruppa le associazioni sportive di vari discipline:
- Calcio, Alpo Lepanto (1ª categoria)
- Pallacanestro, Alpo Basket 99 (serie A1 femminile)[1]
- Pallavolo, DualVolley

Altre associazioni sportive:
- Tennis - A.T. Alpo
- Calcio, Alpo Club 98